# キム・チョン
キム・チョン（金 淸、김청、生没年不詳）は、李氏朝鮮時代中期の全羅道扶安出身の大司諫。本貫は慶州金氏。字は徳泂(덕형)、号は止斎(지재)。父は金致章(김치장)。

## 来歴
現在の韓国の全羅道扶安群で産まれる。
1553年（明宗8年）に別試での文科に丙科で及第した後に、いくつかの村の首領を歴任したが、行く先々で善政を施して頌徳碑が建てられた。大司諫を最後に官職から退いていた中の1592年（宣祖25年）に文禄・慶長の役がおきて朝鮮王宣祖が首都の漢城府（現在のソウル）から逃亡したという知らせを聞いて急いで義州路に走って行って王の護衛を自ら要望した。死んだ後に彼の墓の周りの4里もの土地を子孫へ特別に下賜された。